# Saeed Al-Owairan
Saeed Al-Owairan (Rijád, 1967. augusztus 19. –) szaúd-arábiai válogatott labdarúgó.

## Fordítás
- Ez a szócikk részben vagy egészben  a   Saeed Al-Owairan című angol Wikipédia-szócikk fordításán alapul.  Az eredeti cikk szerkesztőit annak laptörténete sorolja fel. Ez a jelzés csupán a megfogalmazás eredetét és a szerzői jogokat jelzi, nem szolgál a cikkben szereplő információk forrásmegjelöléseként.